# 肖尼鎮區 (印地安納州方廷縣)
肖尼鎮區（英語：Shawnee Township）是位於美國印地安納州方廷縣的一個行政鎮區。

## 地方資料
根據2010年美國人口普查的數據，肖尼鎮區的面積為90.20平方千米，當中陸地面積為89.80平方千米，而水域面積為0.40平方千米。當地共有人口672人，而人口密度為每平方千米7.45人。